# 日叡
日叡（にちえい、延慶2年（1309年）- 応安2年/正平24年8月5日（1369年9月6日））は、鎌倉時代中期から室町時代前期にかけての日蓮宗の僧。
日向国の出身。薩摩阿闍梨と称する。日郷の弟子で日向国定善寺、本東寺の開山。日郷開山とされる妙国寺も実際は日叡による改宗と思われる。日向国内に法線を張ったことから日向開山と称される。九州出身初の日蓮門下僧。日睿と表記されることも多い。

## 略歴
- 延慶2年（1309年）、日向国臼杵郡に生まれる。父は行縢（むかばき）神社の神宮寺、真言宗行縢山大日寺別当、甲斐法喬隆覚（かいほっきょうりゅうかく）。父と同じく修験者となり薩摩法印と呼ばれる。
- 元弘3年（1333年）、朗門の日能の教化により、日向国臼杵郡の日知屋阿弥陀堂、行縢大日寺、細島明王堂を法華堂に改める。同年、富士門流に帰伏し上蓮房日仙の門下となる。
- 建武元年（1334年）、仙代問答により日仙を離れ日道の門下となる。
- 建武2年（1335年）、宰相阿闍梨日郷に帰伏し名を薩摩阿闍梨日叡と改める。日叡は日向に帰り日能を教化し、日向の諸寺諸堂を富士門流に改める。
- 延元2年（1337年）、重須、並びに保田を参拝。
- 興国2年（1341年）、蓮蔵坊（小泉久遠寺）を参拝。同年、保田妙本寺において日郷の下で学ぶ。
- 興国5年（1344年）、成願後家尼より日目の墓地として鳥辺野の地を受ける。再び保田妙本寺に赴き、一夏の間日郷の下で修行する。日郷は日叡を日向惣導師職に任ずる。師日郷と共に蓮蔵坊(小泉久遠寺)に赴く。
- 興国6年（1345年）、日興、日目の13回忌にあたり、京六条坊門において日郷より蓮祖真筆本尊を拝受し小泉蓮蔵坊へ帰る。
- 正平4年（1349年）、類聚記を執筆する。師日郷と共に京において日目17回忌を修す。
- 正平5年（1350年）、日向へ帰郷する。
- 正平8年（1353年）、師日郷遷化。
- 正平9年（1354年）、日慶（日叡の異母弟）が日郷の遺骨を日向に分骨する。
- 正平14年（1359年）、日郷7回忌に当たり弟子二人を保田に参拝させる。
- 正平16年（1361年）、5ケ条の制誡を定める。
- 正平24年（1369年）8月5日寂、世寿61歳。